# روسكو روبسون
روسكو روبسون هو سياسي كندي، ولد في 6 ديسمبر 1897 في كندا، وتوفي في 1 أبريل 1964 ببيلفي في كندا. حزبياً، نشط في حزب أونتاريو المحافظ التقدمي. وقد انتخب عضو برلمان مقاطعة أونتاريو.